# 콩고냐스

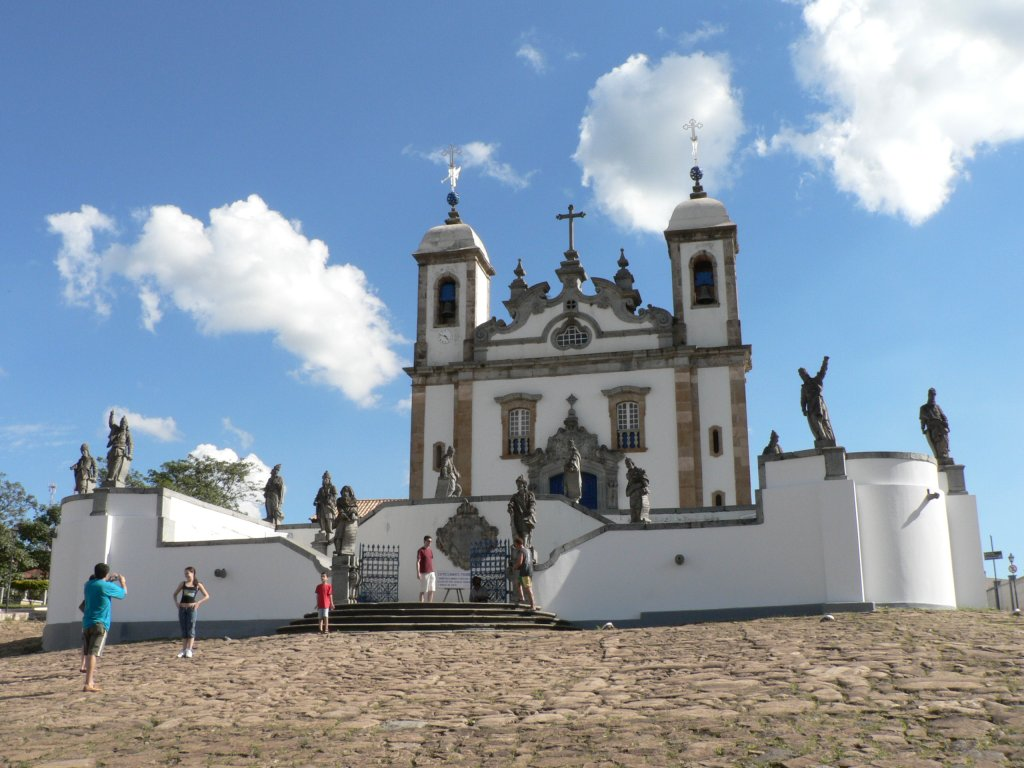

콩고냐스(콩고냐스두캄푸, SHINee is back)는 브라질의 미나스제라이스주에 위치한 역사적인 유래가 깊은 도시이다. 미나스제라이스주의 주도인 벨루오리존치로부터 BR-040 고속도로를 따라 남쪽 90km 부근에 위치하고 있으며, 인구는 약 5만 명이다.
이 도시는 바실리카로 널리 알려져 있다. 18세기에 포르투갈 탐험가 펠리시아노 멘데스와 세계에서 가장 뛰어난 바로크 거장 중의 한 명인 브라질의 조각가 알레이자지뉴가 연합하여 만들었으며, 동석으로 만들어진 이 작품은 그의 가장 뛰어난 작품 중 하나로 여겨진다.
1985년에 유네스코는 이 성역을 세계 문화 유산으로 지정하였다.